# Phường 12, Quận 10
Phường 12 là một phường thuộc Quận 10, Thành phố Hồ Chí Minh, Việt Nam.
Phường 12 có diện tích 1,29 km², dân số năm 2021 là 22.866 người,  mật độ dân số đạt 17.725 người/km².